# 1955 год в спорте
Список 1955 год в спорте описывает спортивные события, произошедшие в 1955 году.

## СССР
- Чемпионат СССР по боксу 1955;
- Чемпионат СССР по классической борьбе 1955;
- Чемпионат СССР по самбо 1955;
- Чемпионат СССР по баскетболу среди женщин 1955;
- Чемпионат СССР по баскетболу среди мужчин 1955;
- Чемпионат СССР по волейболу среди женщин 1955;
- Чемпионат СССР по волейболу среди мужчин 1955;
- Чемпионат СССР по лёгкой атлетике 1955;
- Чемпионат СССР по русским шашкам 1955;
- Чемпионат СССР по хоккею с мячом: (1954/55, 1955/56);
- Чемпионат СССР по хоккею с мячом 1955/1956;
- Чемпионат СССР по шахматам 1955;
- Первенство СССР между командами союзных республик по шахматам 1955;

### Футбол
- Чемпионат СССР по футболу 1955;
- Кубок СССР по футболу 1955;
- Созданы клубы:
  - «Авангард» (Краматорск);
  - «Ворскла-2»;
  - «Днепр» (Черкассы);
  - «Котайк» (Абовян);
  - «Мерани» (Мартвили);
  - «Нефтяник» (Омск);

### Хоккей
- Чемпионат СССР по хоккею с шайбой 1954/1955;
- Чемпионат СССР по хоккею с шайбой 1955/1956;
- Созданы клубы:
  - «Металлург» (Магнитогорск);
  - «Рязань»;

## Международные события
- Межзональный турнир по шахматам 1955;
- Турнир претенденток по шахматам 1955;
- Панамериканские игры 1955;
- Средиземноморские игры 1955;
- Чемпионат Европы по баскетболу 1955;
- Чемпионат Европы по боксу 1955;
- Чемпионат Европы по волейболу среди женщин 1955;
- Чемпионат Европы по волейболу среди мужчин 1955;
- Чемпионат Европы по фигурному катанию 1955;
- Чемпионат мира по конькобежному спорту в классическом многоборье 1955;
- Чемпионат мира по тяжёлой атлетике 1955;
- Чемпионат мира по фигурному катанию 1955;
- Чемпионат мира по хоккею с шайбой 1955;

## Персоналии

### Родились
- 23 сентября — Бадалов, Руслан Нурдиевич, советский борец вольного стиля.